# Мусульмане в Греции

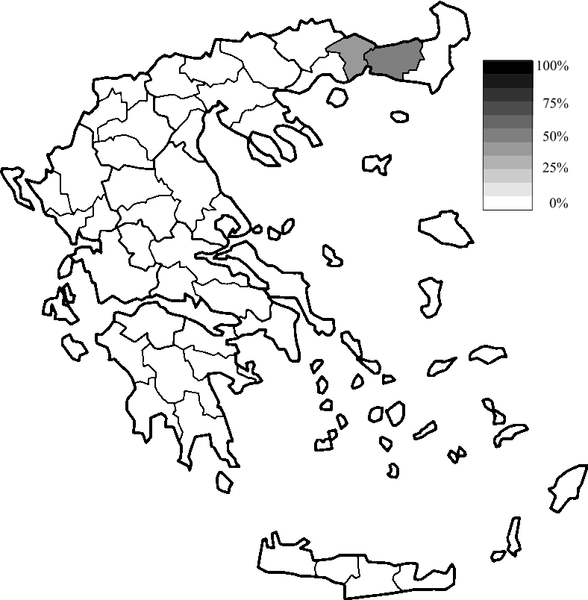
Карта номов в Греции на 1991 год. Номы проживания мусульманского меньшинства затенены.

Мусульмане в Греции (греч. μουσουλμανική μειονότητα Ελλάδας; тур. Yunanistan müslüman azınlığı; болг. мюсюлманско малцинство на Гърция; цыг. Хорахани сельори анди Элада) — единственное религиозное меньшинство Греции, права которого официально признаны в регионе его традиционного проживания — в области Западная Фракия на крайнем севере страны. Также это одно из двух признанных культурно-языковых меньшинств республики Греция наряду с армянами (См. Армяне в Греции). 
Перепись 1991 года показала, что в западной Фракии проживают 97 604 мусульман, составляя 0,95 % населения страны и 29 % населения региона. Современная оценка численности — 140 000 человек и 32 % соответственно. В целом греческое правительство исторически благосклонно к правам мусульман в этом регионе страны, однако имеется ряд неразрешённых проблем в сфере культуры и образования.

## История
Крупная мусульманская община в области Фракия сформировалась после массовых нашествий турок в XIV—XVI веках, когда здесь было основано множество новых турецких поселений, распространился ислам и многое местное население (православные болгары и греки) добровольно или насильственно приняли новую религию турецкого большинства. Тюркоязычные кочевники (ерюки) активно способствовали процессу исламизации региона. Но часть болгар (особенно в горном регионе Родопы), приняв ислам, всё же не перешла на турецкий язык, сохранив славянскую речь. Так сформировались современные помаки. К началу XX века православные греки составляли лишь 17 % населения региона. Из-за частых несоответствий между языком, религией и самосознанием населения, османское правительство принимало во внимание лишь религию населения, развилась система миллетов. Таким образом, все мусульмане (болгароязычные, грекоязычные и цыганоязычные) региона (около 75 % населения) автоматически причислялись к туркам. По аналогии, всех христиан (25 %) региона считали греками.
Ослабление Османской империи послужило поводом к вторжению в регион войск независимых Болгарии и Греции. Однако местное мусульманское население оказало активный отпор и образовало своё недолговечное государство, известное как Гюмюрджинская республика (1913).

## Официальный статус общины
Лозаннский мирный договор 1923 года вернул Восточную Фракию Турции, но закрепил Западную Фракию за Грецией. При этом принудительный греко-турецкий обмен населением, указанный в договоре исключал мусульман Западной Фракии (турок Западной Фракии и помаков). Додеканесские турки не были затронуты этим обменом населением, так как на тот момент острова Додеканес принадлежали Италии. 
В качестве ответной уступки, Турция обязалась блюсти права греков в Константинополе (ныне Стамбул). При этом положение мусульман в Греции было несравненно комфортнее, чем христиан в Турции, где власти постоянно стравливали мусульман и христиан, боясь греческого реваншизма (см.: Великая идея и Энозис). Прошедший в 1955 году Стамбульский погром заставил оставшихся греков покинуть Турцию в кратчайшие сроки. В 1975 годы было запрещено любое школьное образование на греческом языке. Светская греческая община в Турции прекратила своё существование. Правда, в последние годы[когда?] тысячи греков[уточнить] переехали на постоянное место жительство в Стамбул. И это не только те, кто покинул город в результате погрома 1955 года, но и коренные греки, бегущие из страны в поисках лучшей жизни в ближайшие мегаполисы. Турецкое правительство вернуло греческой общине собственность, отобранную в 1930-е годы.
Судьба мусульман в Греции складывается иначе. В Греции мусульмане образовали сплочённую и довольно изолированную от греческого общества группу на периферии страны и сохранили свои права на язык и вероисповедание. При этом особую дипломатическую поддержку мусульманам Греции оказывают Англия и Германия, которых мало волнует положение христиан в Турции.
Родной язык мусульман Греции:
- 50 % — турецкий язык
- 35 % — помацкий язык, рассматривается как диалект болгарского языка мусульман Греции,
- 15 % — цыганский язык

При этом греческое правительство рассматривает мусульманскую общину региона как отуреченных исламизированных греков. Соответственно официально в образовании признаются лишь турецкий язык и арабский язык (преподавание Корана). Это в свою очередь приводит к дальнейшему отуречиванию и ещё большей исламизации нетурецких элементов в мусульманской среде. Ситуация несколько изменилась лишь после второй половины 1990-х годов, когда греческое правительство пошло на некоторые уступки помакам. Но даже собственно этнические турки региона недовольны современной ситуацией, так как греческое правительство по-прежнему именует их «отуреченными греками» (см.: Турки в Западной Фракии).

## Географическое распределение
Права мусульман на турецкий язык и культуру признаются только в регионе Западная Фракия. Мусульманские иммигрантские общины других регионов Греции, например многочисленные арабские, албанские, курдские и пакистанские общины современных городов Греции: Афины, Салоники, Ираклион этими привилегиями не пользуются. В самой Фракии мусульмане составляют около 30 % населения, в том числе по трём номам:
- Родопи (51,77 %) — большинство населения
- Ксанти (41,19 %)
- Эврос (4,65 %)

## Ситуация с языком
Ситуация с языком, культурой и этническим самосознанием помаков-мусульман в Греции является ещё более запутанной. В современной Греции болгароязычные мусульмане проживают в области Западная Фракия (в номах Ксанти, Родопи и Эврос). Греко-турецкий обмен населением не затронул помаков-мусульман, но большинство православных болгар покинуло Грецию. При этом помаки Македонии были выселены в Турцию. Греческое правительство при этом опасалось возрастающего влияния славян на политику Балкан и было скорее согласно сотрудничать с турками. На протяжении десятилетий официально Греция признавала лишь турецкий язык, который и использовался в образовании всех мусульман на севере страны.
Поэтому помацкая общность на территории Греции в настоящее время сильно отуречена. Эта политика привела к усилению турецкого языка и культуры в регионе. Пытаясь хоть как-то исправить создавшееся положение, греческие власти постепенно после 1990, и особенно после 1996 года пошли на некоторые уступки помакам, стараясь стимулировать рост их собственного самосознания, сохранению болгарского языка.
По переписи 2001 года в Греции помаками себя признали 36 000 человек, в том числе:
- 23 000 в номе Ксанти (22 % населения);
- 11 000 в номе Родопи (10 % населения)
- 2 000 в номе Эврос (2 % населения)

При этом 54 тыс. человек в Западной Фракии объявили турками, в том числе:
- 10 000 в номе Ксанти;
- 42 000 в номе Родопи;
- 2 000 в номе Эврос

При этом, по оценке до трети тех, кто назвали себя турками на самом деле являются помаками.